# Praskačka
Praskačka (deutsch Praskatschka, 1939–45: Reisig) ist eine Gemeinde in Tschechien. Sie liegt acht Kilometer südwestlich von Hradec Králové und gehört zum Okres Hradec Králové.

## Geographie

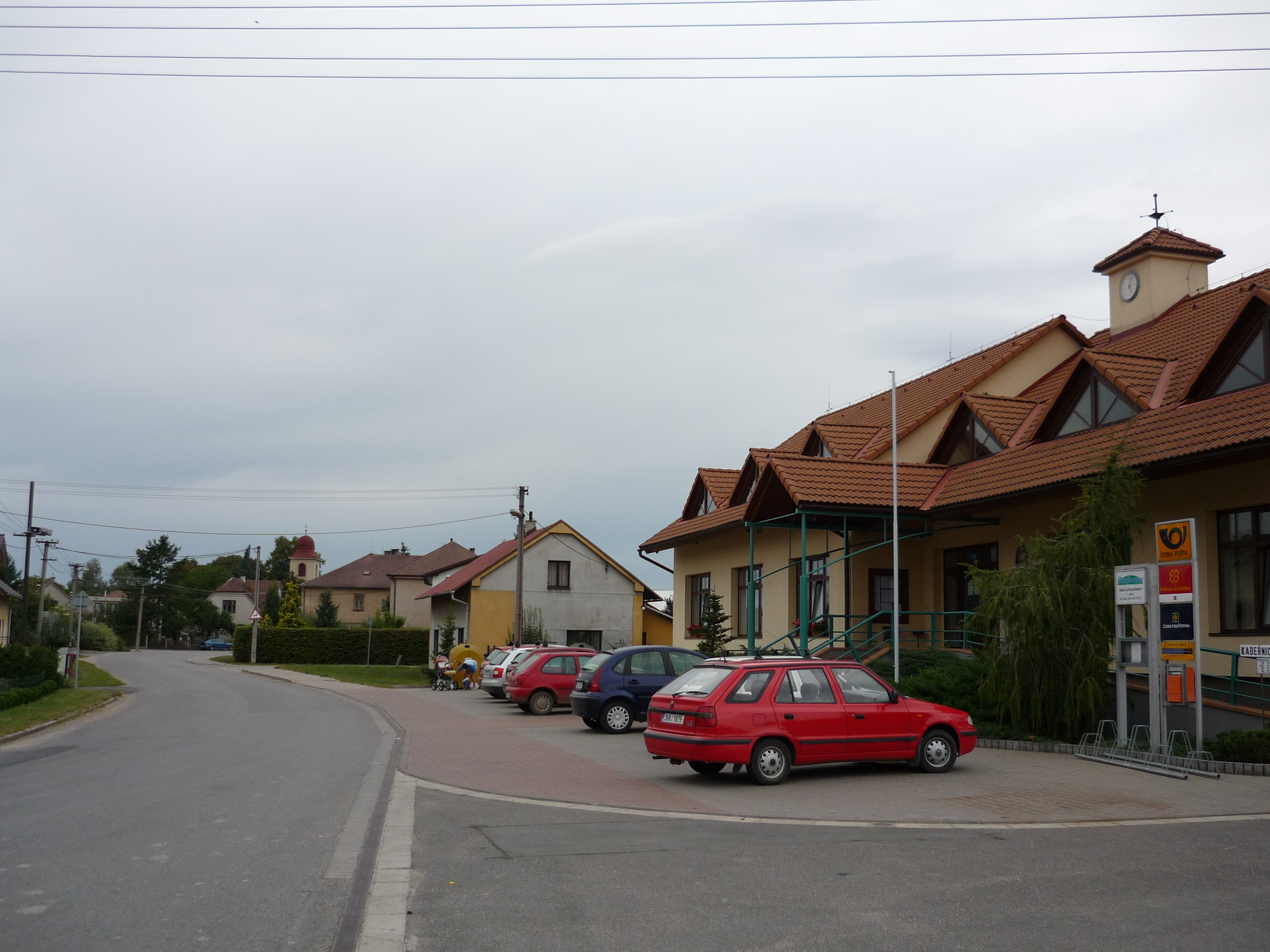
Im Ort

Praskačka befindet sich auf der Ostböhmischen Tafel. Nördlich verläuft die Bahnstrecke Hradec Králové-Chlumec nad Cidlinou, an der der Ort einen Haltepunkt besitzt. Östlich des Dorfes endet seit 2006 die Autobahn D 11, über die auch die Europastraße 67 führt. Der weiterführende Streckenabschnitt in Richtung Jaroměř ist im Bau begriffen.
Nachbarorte sind Hřibsko im Norden, Vlčkovice  im Nordosten, Březhrad im Osten, Pohřebačka im Südosten, Libišany im Süden, Sedlice und Hubenice im Südwesten, Lhota pod Libčany im Westen sowie Urbanice im Nordwesten.

## Geschichte
Praskačka entstand im 13. Jahrhundert am Prager Steig, einer mittelalterlichen Handelsverbindung von Prag nach Glatz, und gehörte zu den Besitzungen des Klosters Opatowitz. Nachdem das Kloster 1421 von den Hussiten unter Diviš Bořek z Miletínka zerstört worden war, wurde zunächst die Stadt Hradec Králové Besitzer von Praskačka. Georg von Podiebrad übertrug das Dorf seinem Sohn Heinrich von Münsterberg, der es 1491 wieder an den Rat von Hradec Králové verkaufte. Wegen Beteiligung am antihabsburgischen Aufstand konfiszierte der böhmische und römisch-deutsche König Ferdinand I. 1547 die Güter der Stadt. Zu dieser Zeit bestand in Praskačka eine Feste. 1561 erwarb Jindřich Nejedlý von Vysoká das Dorf. Er verstarb im darauffolgenden Jahre an der Pest und seine Witwe Anna verkaufte die Feste an die Záruba von Hustiřan. Bis zum Dreißigjährigen Krieg war das Dorf zur Pfarrkirche St. Laurentius in Opatovice gepfarrt und kam dann zur Heiliggeistkirche in Hradec Králové. In dieser Zeit erlosch auch die Feste. Bis 1848 gehörte Praskačka dann zur Herrschaft Libčany.
Nach der Aufhebung der Patrimonialherrschaften entstand 1850 die Gemeinde Praskačka im Bezirk Hradec Králové. 1893 wurde an der Bahnstrecke Königgrätz-Prag die neue Station "Praskačka - Urbanice" eröffnet. Zwischen 1949 und 1960 gehörte die Gemeinde zum Okres Hradec Králové-okolí. Am 1. Jänner 1961 wurden Sedlice, Vlčkovice, Urbanice und Krásnice einschließlich dessen Ortsteils Žižkovec eingemeindet. 1999 entstand ein neues Gemeindeamtsgebäude.

## Gemeindegliederung
Die Gemeinde Praskačka besteht aus den Ortsteilen Krásnice (Krasnitz, 1939–1945: Schönfeld), Praskačka (Praskaczka, 1939–1945: Reisig), Sedlice (Sedletz), Vlčkovice  (Wlczkowitz, 1939–1945: Wolfshut) und Žižkovec (Schischkowetz).
das Gemeindegebiet gliedert sich in die Katastralbezirke Krásnice, Praskačka, Sedlice u Hradce Králové und Vlčkovice u Praskačky.

## Sehenswürdigkeiten

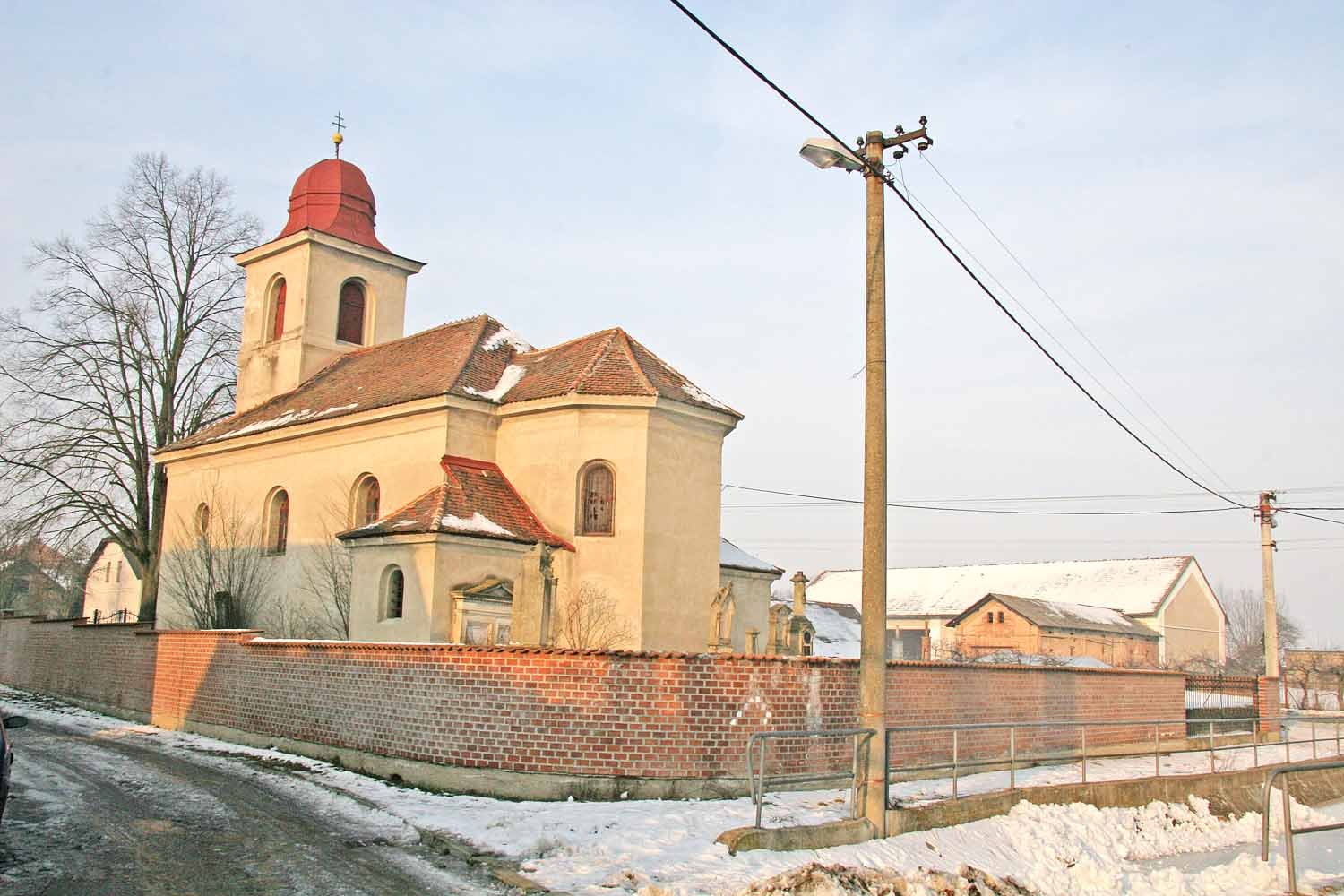
Kirche der hl. Dreifaltigkeit

- Kirche der hl. Dreifaltigkeit und des hl. Wenzel, errichtet 1748 anstelle eines hölzernen Glockenturmes
- Windhunderennbahn

## Persönlichkeiten

### Söhne und Töchter der Gemeinde
- Jaroslav Labský (1875–1949), Komponist
- Bohumil Kubišta (1884–1918), Maler, geboren in Vlčkovice

### In der Gemeinde wirkten und lebten
- Václav Šimerka (1819–1887), Mathematiker, Philosoph und Priester